# 荻原晃
荻原 晃（おぎはら あきら, Aloysius Akira Ogihara, S. J.、1896年(明治29年)6月21日 - 1991年(平成3年)8月26日）、日本のカトリック聖職者でイエズス会士。洗礼名はアロイジオ。第3代広島使徒座代理を務めた。

## 生涯
1896年6月21日、山形県鶴岡市で生まれた。1921年に上智大学哲学科を卒業し、同年歩兵第32連隊に入隊した。1922年にオランダのイエズス会修練院に入り、1929年7月31日にスペインナバラ州のザビエル城内の教会で司祭に叙階された。1932年3月16日に日本に帰国。その後は広島教区の教会で働いた。
1940年にヨハネス・ロス司教を引き継いで第3代広島使徒座代理に就任した。太平洋戦争中の1943年8月、長崎教区山口愛次郎司教とともに海軍に徴用され、インドネシアのフローレス島で住民に対する司牧活動に従事した。戦後の1946年に帰国。使徒座代理復帰後は世界平和記念聖堂の建設に尽力し、1952年には建設基金募集などの目的で欧米14カ国の講演旅行をした。
1959年7月23日に使徒座代理を辞任し、その後は東京の聖イグナチオ教会で働いた。1965年、鎌倉十二所修道院に移って著作活動を行った。
1991年8月26日に95歳で亡くなり、白柳誠一東京教区大司教および佐藤敬一新潟教区司教の司式により葬儀が行われた。